# ラピュタパン

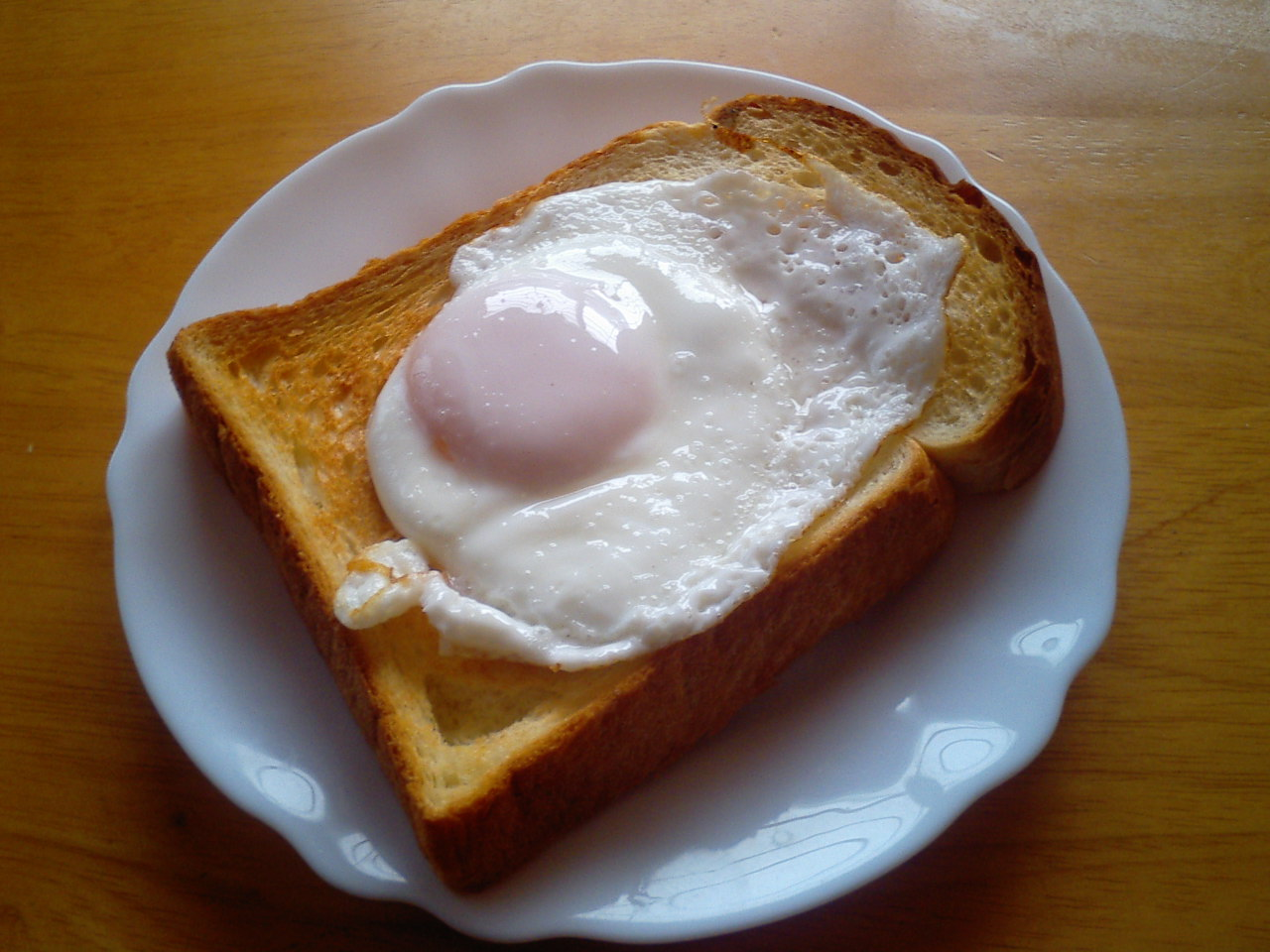
ラピュタパンの調理例

ラピュタパン（ラピュタトーストとも）は、スタジオジブリ制作のアニメーション映画『天空の城ラピュタ』に登場するパンを模して再現した料理を指す俗称。インターネット上の掲示板やブログなどで頻繁に取り上げられ、また宮崎駿アニメに登場する料理の話題では必ず言及されるほどの料理である。2015年5月に行われた日本生活協同組合連合会によるインターネット調査ではラピュタパンの認知率は4割を超えている。

## 概要
焼いた食パン（トースト）の上に目玉焼きを乗せたものを指す。『天空の城ラピュタ』では卵1つの目玉焼きを乗せ、黄身の部分を半分にする形でトーストごとカットされたものが食されていた。
料理研究家のケンタロウによると、この食べ方は「ラピュタパン」と呼ばれ、毎朝の朝食にしている者もいるとのことである。
ベーコンを挟んだり、マヨネーズやケチャップをかけた状態のものまで含めて呼ぶこともあり、各個人の主観によって「それらしきもの」を指しているのが現状である。柳田理科雄はラピュタパンに用いられているパンをライ麦パンであると想像した。
クックパッドにも「ラピュタパン」のレシピが数多く登録されており、食パンにマヨネーズで「堤防」を作り、堤防内に生卵を割って落し、オーブントースターで焼き上げる等の調理法が紹介されている。

## 人気
『天空の城ラピュタ』に限らず、スタジオジブリ製作のアニメ映画では印象的な食事シーン、料理が描かれていることが多い。ジブリ作品に登場した料理の中でいちばん食べたい料理の人気投票も何回か行われているが、その中でラピュタパンの順位は以下のようになっている。
- 1位 - 2016年9月に行われたアニメ!アニメ!主導のアンケート[6]
- 3位 - 2020年2月にバイドゥがSimejiユーザーの10代女子をターゲットに行ったアンケート[8][9]
- 2位 - 2021年5月に行われたねとらぼ調査隊主導のアンケート[7]